# Thánh đường Jameh của Isfahan
Thánh đường Masjed-e Jāmé hay Nhà thờ Hồi giáo giáo Isfahan (Tiếng Ba Tư: مسجد جامع اصفهان - Masjid-e-Jāmeh Isfahan) là một Nhà thờ Hồi giáo của giáo đoàn (Jāmeh) thành phố Isfahān, tỉnh tỉnh Isfahān, Iran. Thánh đường Hồi giáo này là kết quả của quá trình xây dựng liên tục, tái xây dựng, bổ sung và cải tạo từ khoảng năm 771 đến cuối thế kỷ 20, được xem như một bảo tàng của sự phát triển kiến trúc Iran trong vòng 1300 năm. Chợ Lớn của Isfahan (Grand Bazaar) ở cánh phía tây nam của nhà thờ Hồi giáo. Thánh đường đã được UNESCO công nhận là di sản thế giới từ năm 2012.
Được xây dựng trong triều đại Umayyad, có tin đồn ở Isfahan rằng một trong những cột trụ của nhà thờ Hồi giáo này được xây dựng bởi khalip ở Damascus. Trước khi trở thành một nhà thờ Hồi giáo, nơi đây được cho là một đền thờ Hỏa giáo.

## Mô tả
Đây là một trong số những Nhà thờ Hồi giáo lâu đời nhất còn tồn tại ở Iran được xây dựng với 4 cổng mở ra 4 hướng với những mái vòm lớn dẫn vào đại sảnh.
Nhà thờ có diện tích 20.000 m², có 4 sân lớn, những mái vòm cùng hình trang trí vô cùng tinh xảo. Nổi bật nhất là mái vòm Nezam al-Molk với kiến trúc mái vòm đôi đầu tiên trong thiết kế kiến trúc Hồi giáo. Đây là công trình lâu đời nhất còn bảo tồn được và trở thành hình mẫu thiết kế cho các nhà thờ Hồi giáo khắp Trung Á.
Nhà thờ Hồi giáo này được xây dựng từ thế kỷ thứ 8, nhưng nó bị đốt cháy và được xây dựng lại vào thế kỷ thứ 11 trong triều đại Seljuk và đã trải qua tu sửa nhiều lần. Kết quả là, nó có các phòng được xây dựng theo nhiều phong cách kiến trúc khác nhau. Chính vì vậy, công trình này đại diện cho một lịch sử cô đặc của kiến trúc Iran qua 13 thế kỷ.

## Hình ảnh

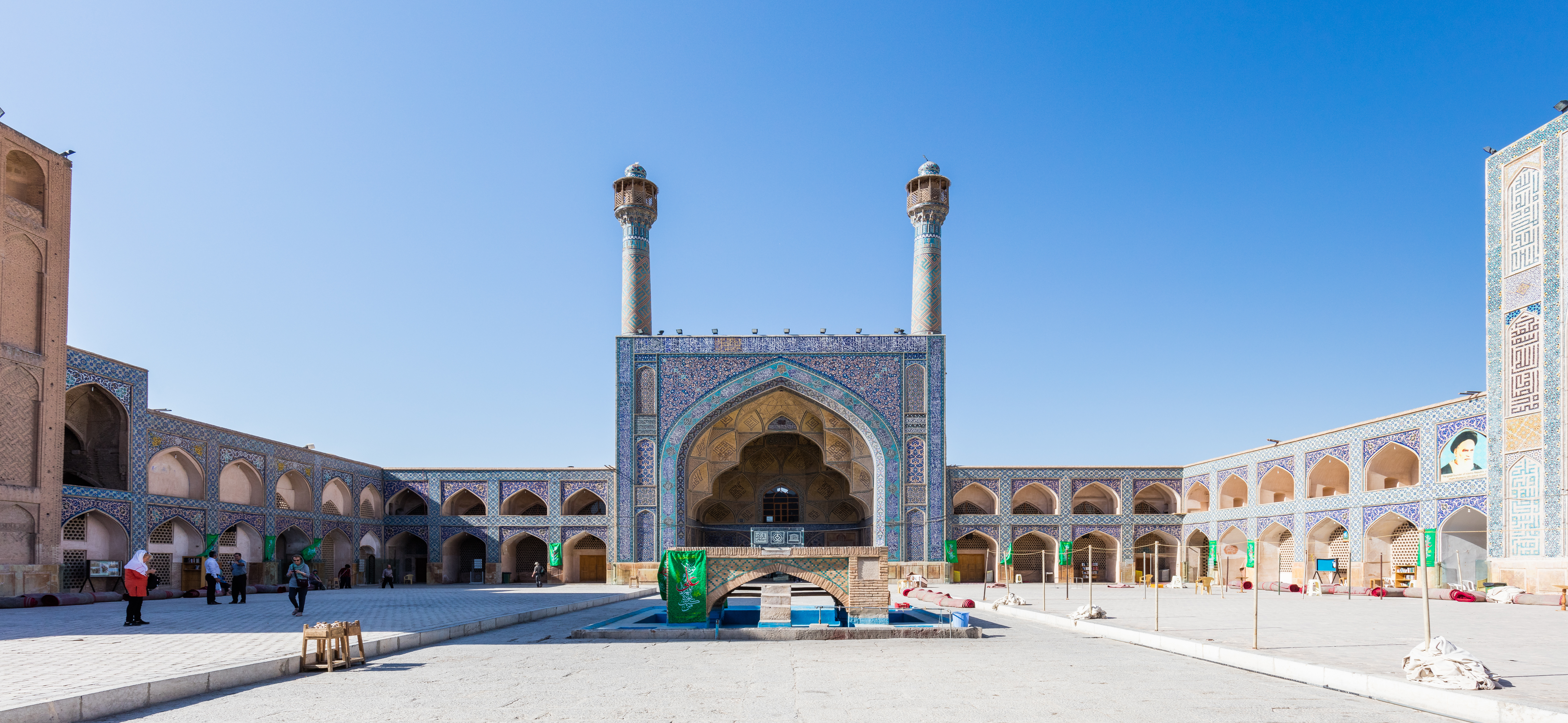
mái vòm hướng Nam
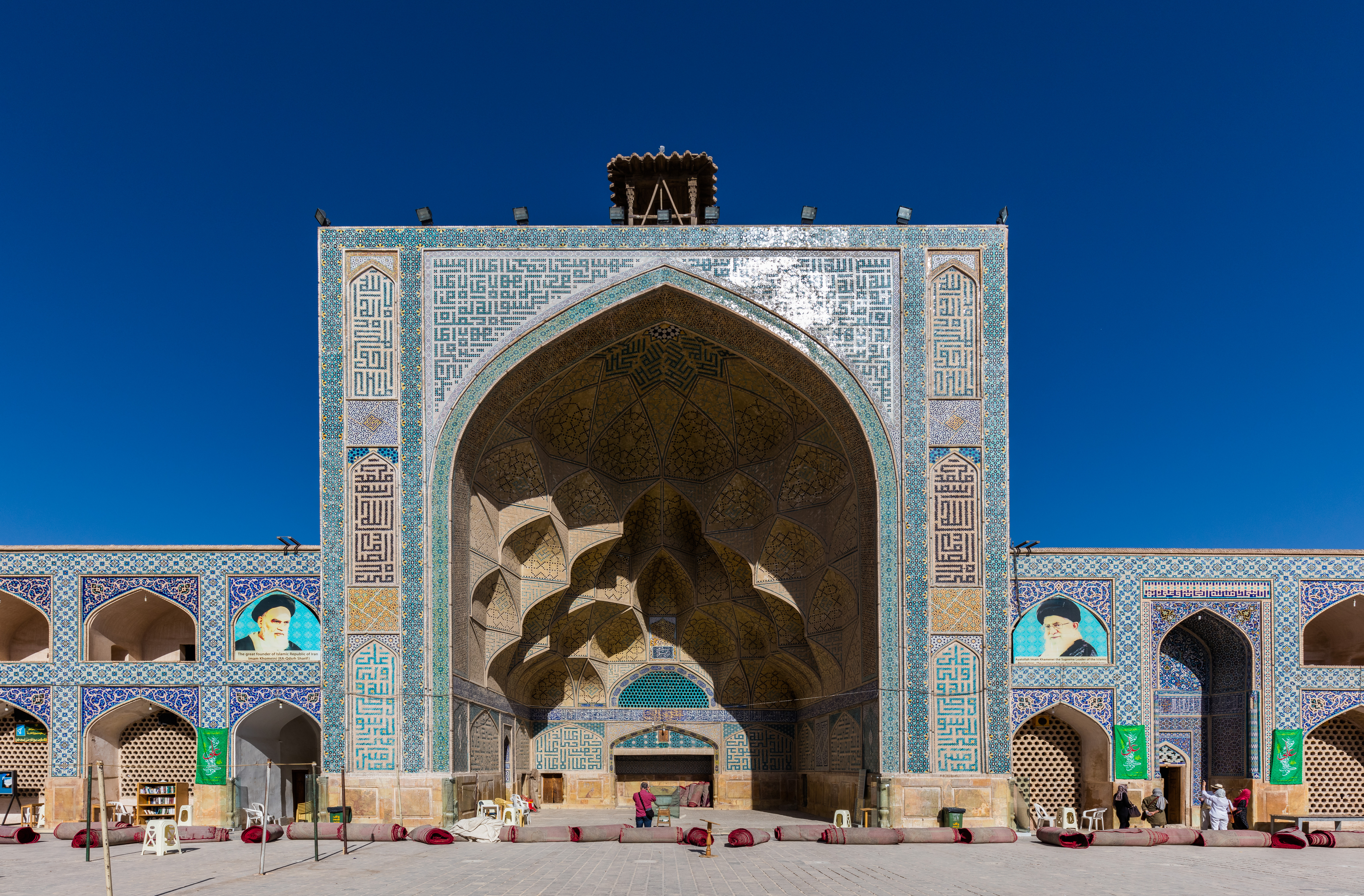
Mái vòm hướng tây
Mô hình toàn thể Thánh đường
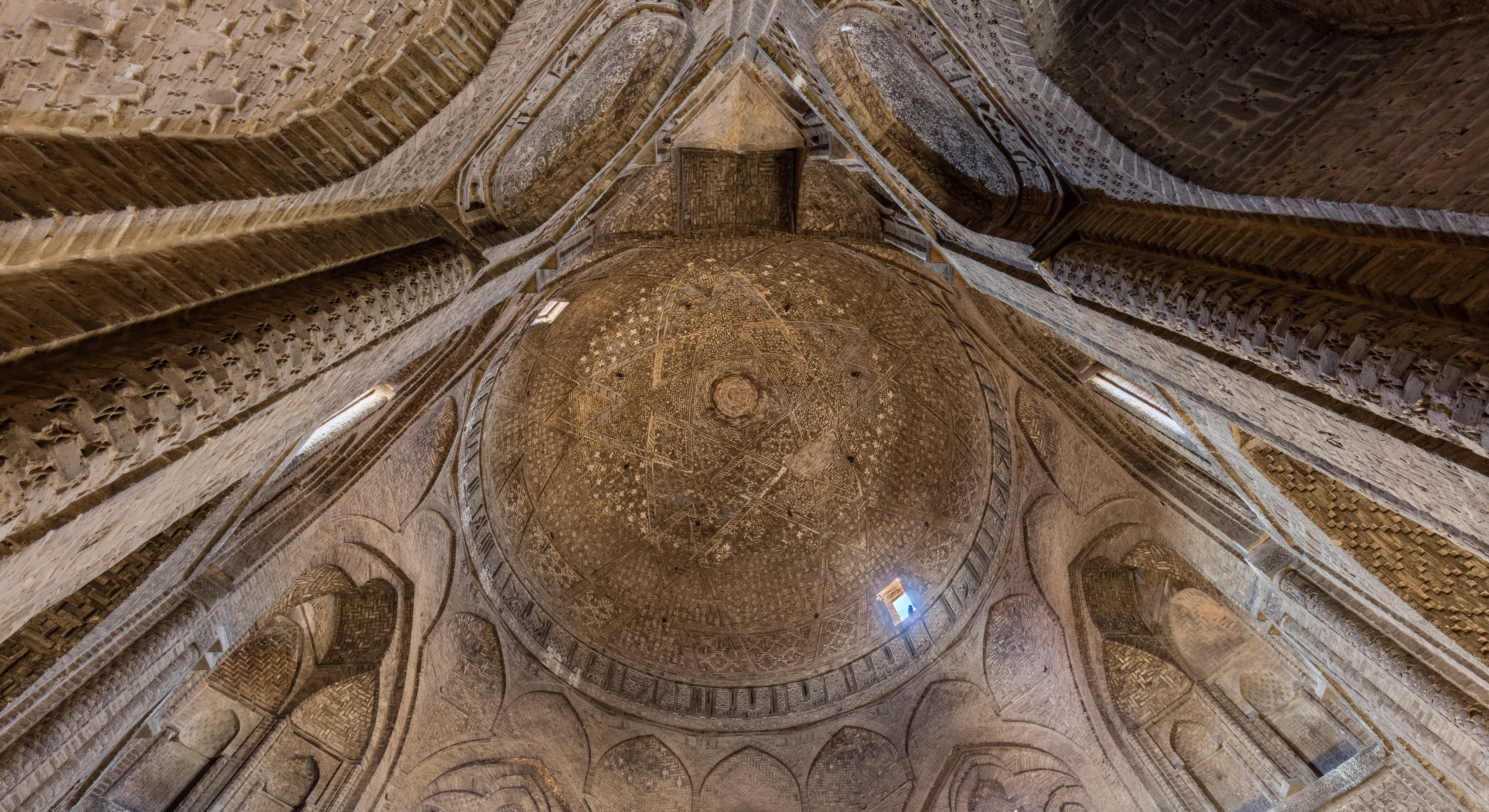
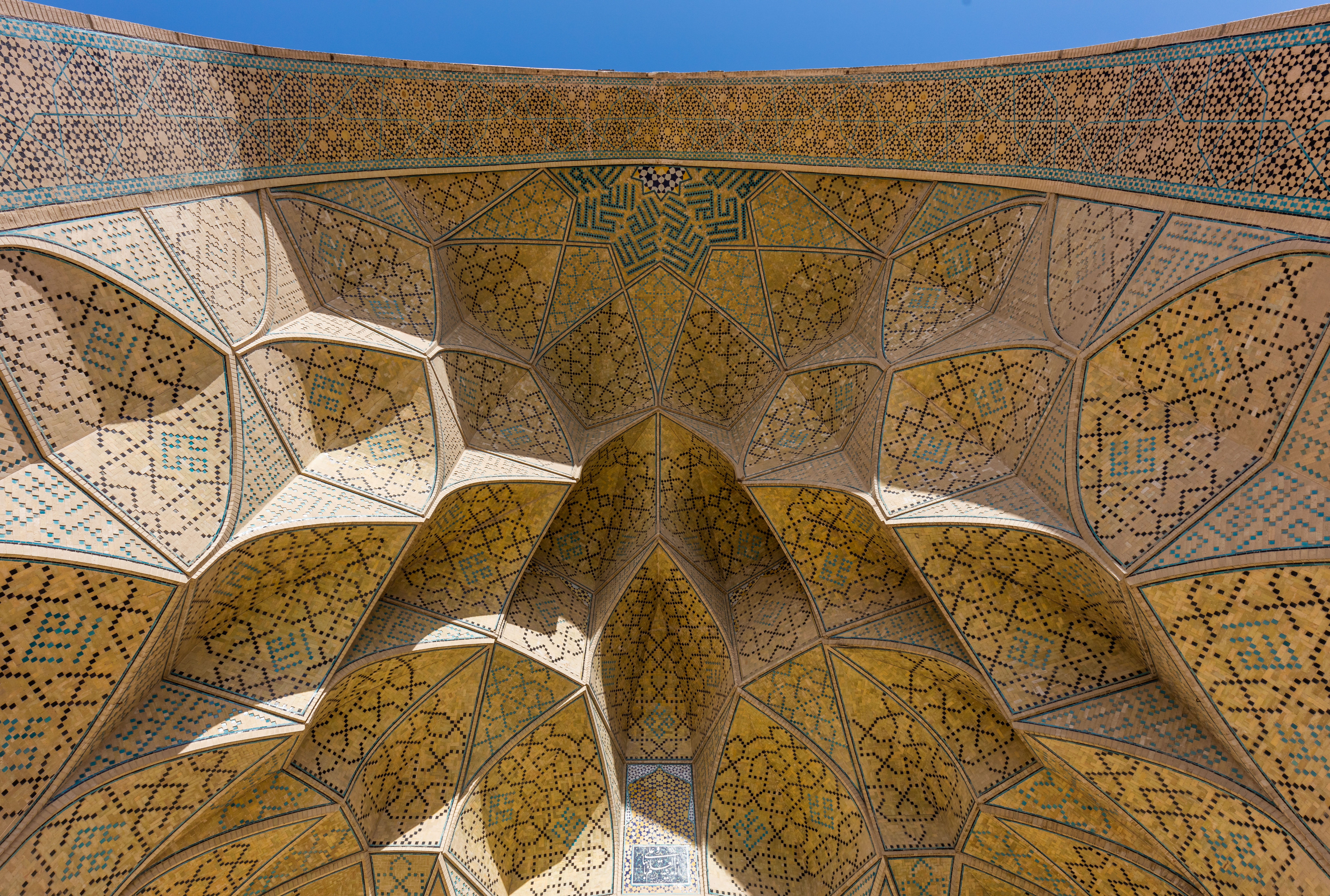
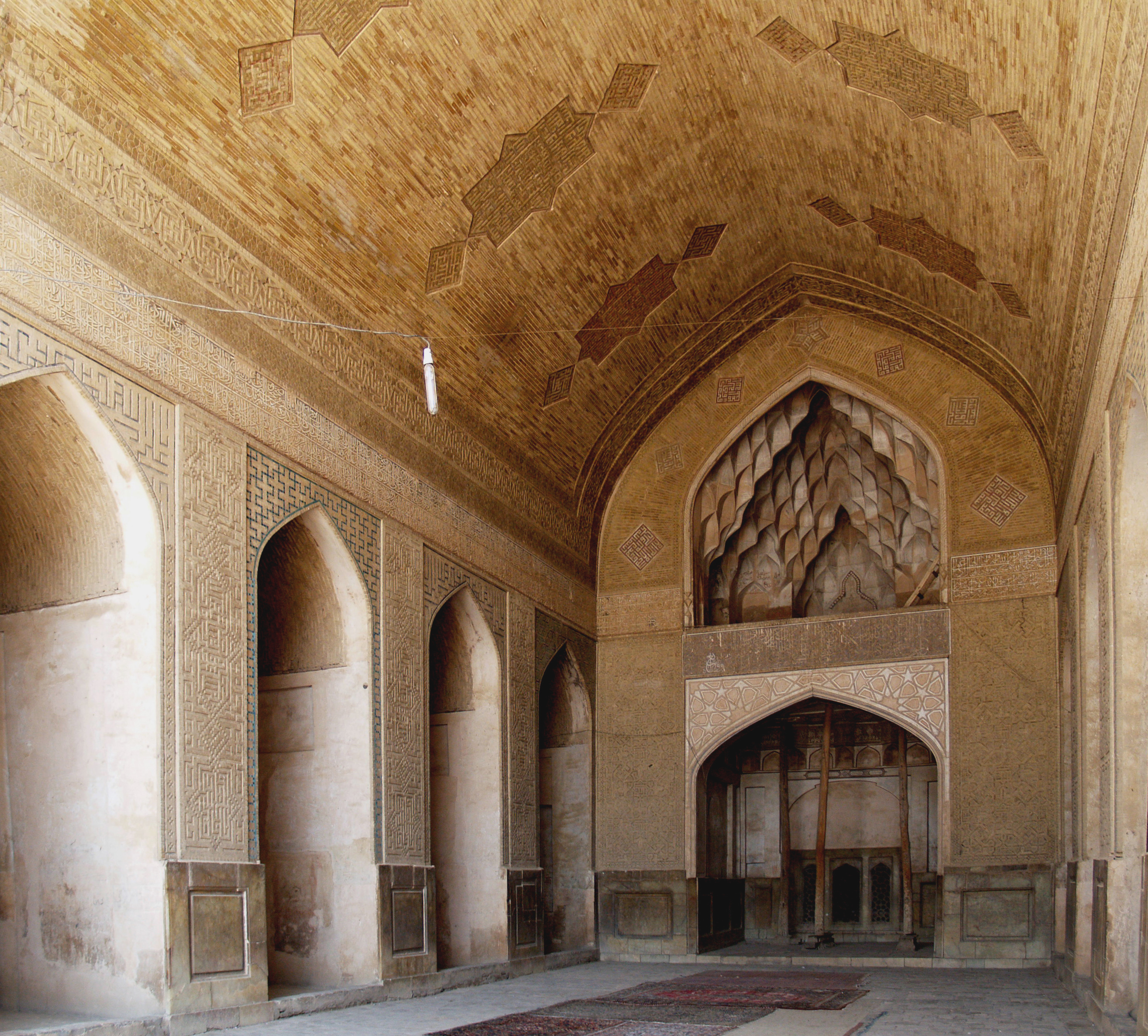
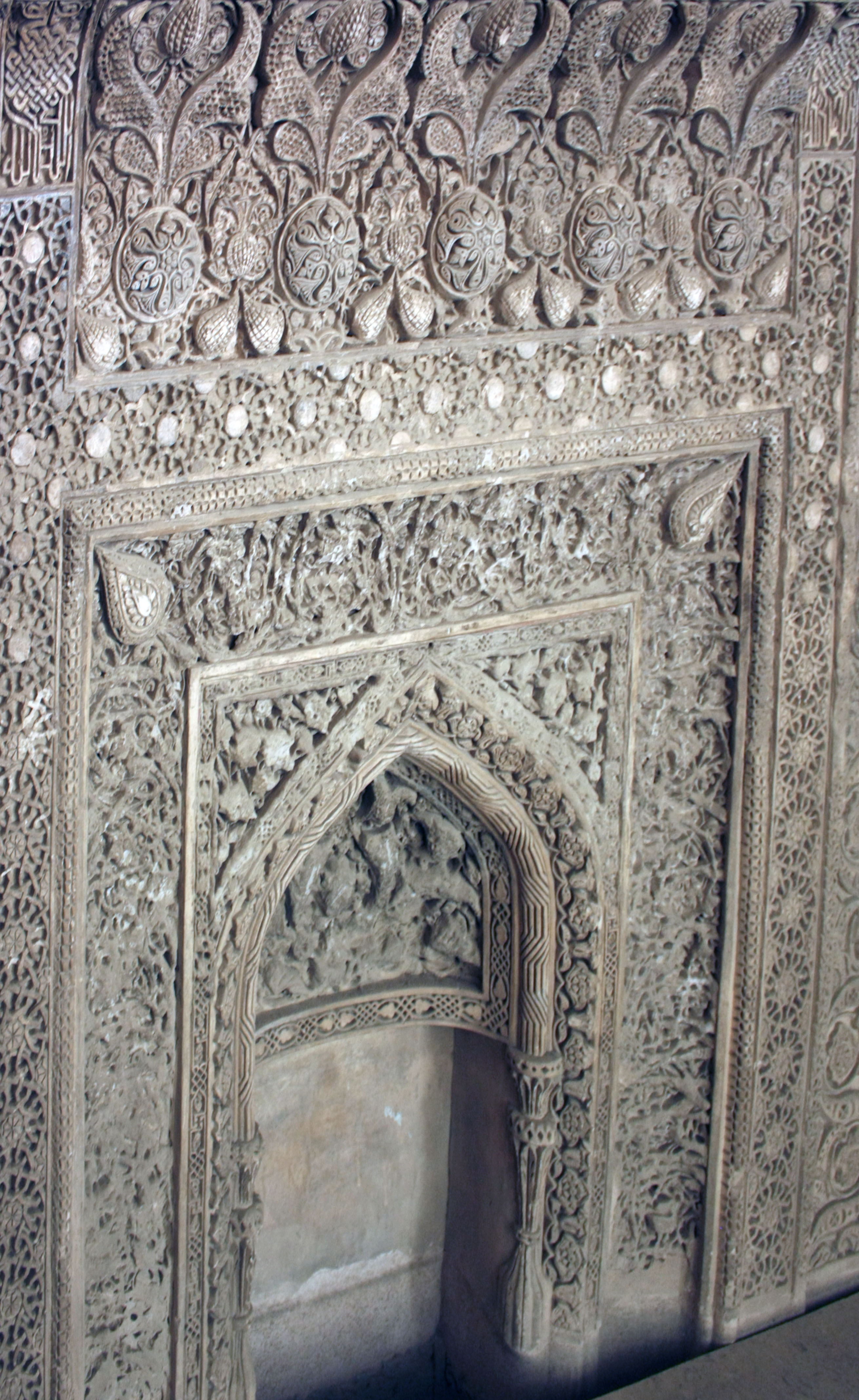
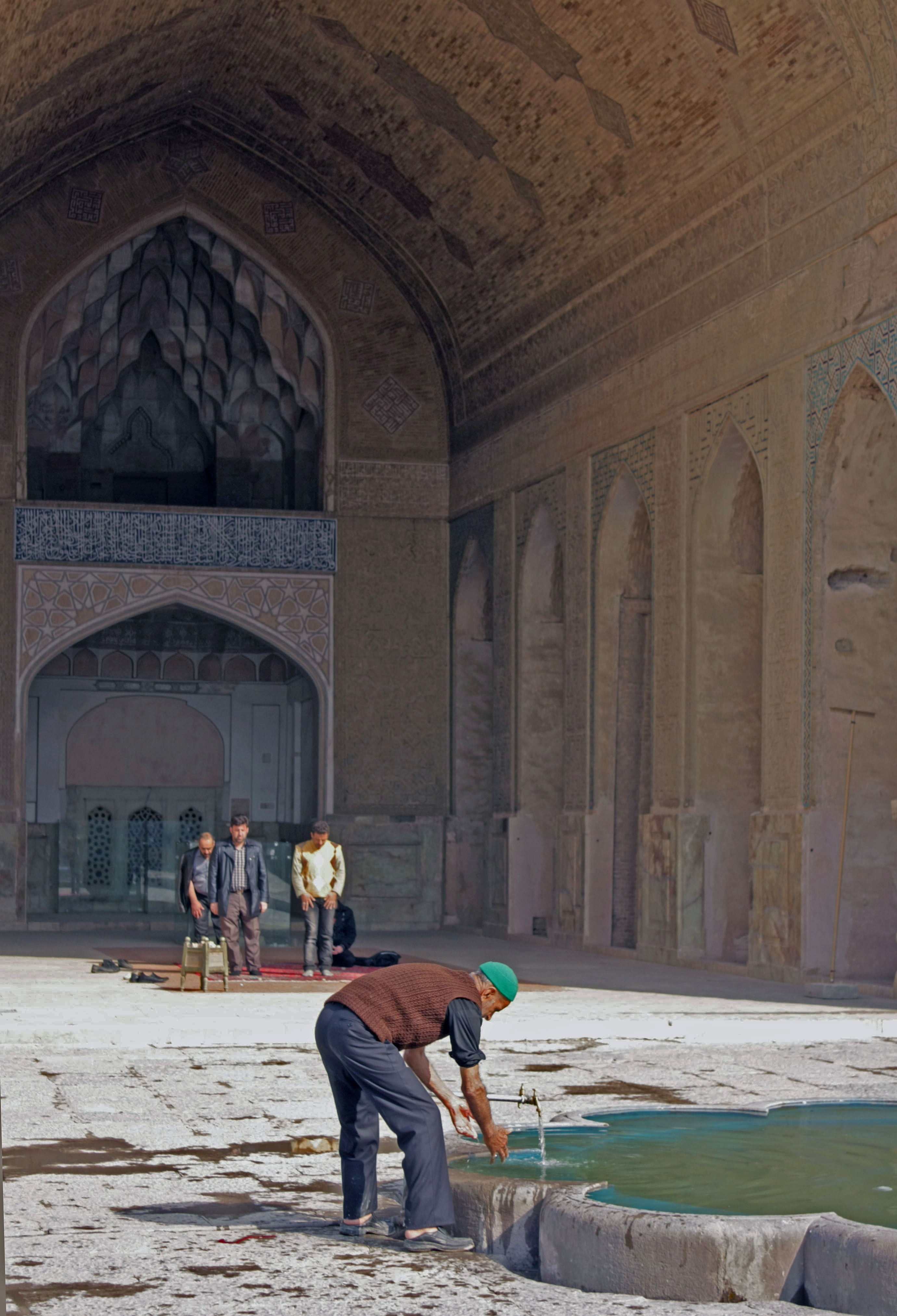
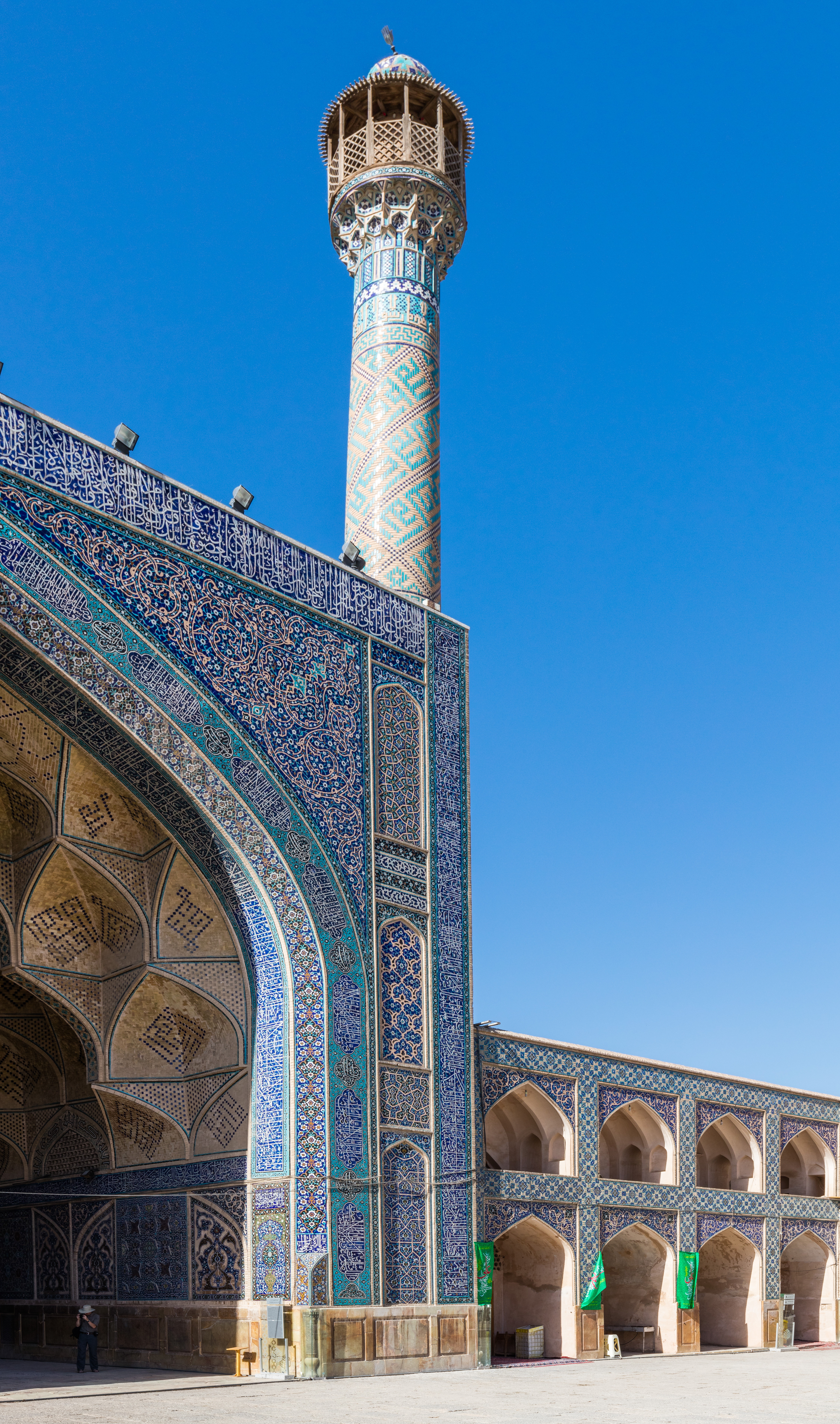
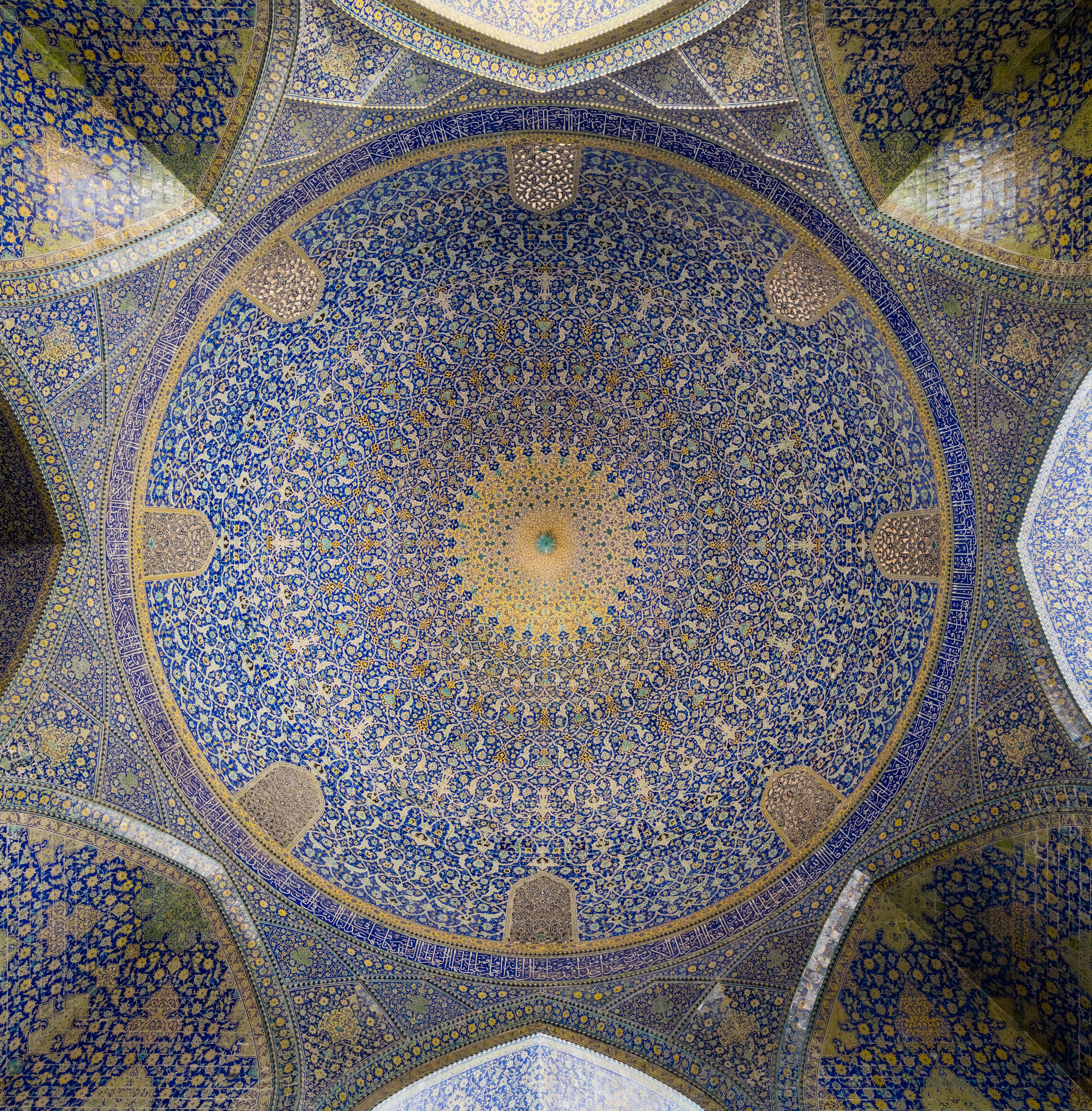
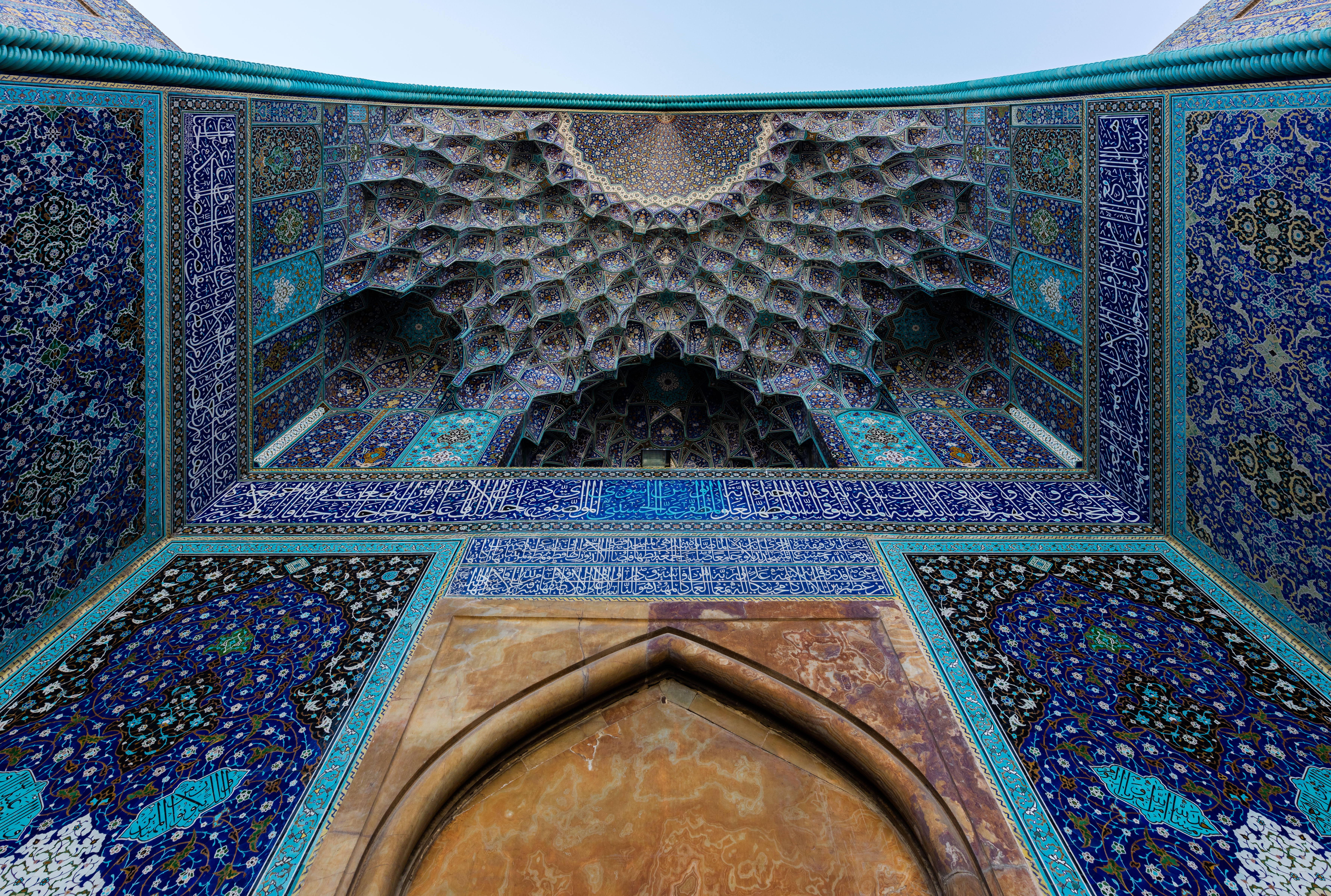